# 韦恩·莫里斯
韦恩·莫里斯（英語：Wayne Morris，1914年2月17日—1959年9月14日），美国电影电视演员，同时也是一名受过表彰的二战王牌飞行员，曾擊落57架戰機。戰後他成為演員並出演过多部电影，如1957年的《光荣之路》和1952年的《刽子手》，并在1937年电影《艳窟啼痕》中担任男主角。